# Emily Blunt
Emily Olivia Laura Blunt (Londen, 23 februari 1983) is een Britse filmactrice. Ze won in 2007 een Golden Globe voor haar bijrol als Natasha in de televisiefilm Gideon's Daughter en werd dat jaar voor eenzelfde beeldje genomineerd voor haar bijrol als Emily in de tragikomediefilm The Devil Wears Prada. Ook werd ze in 2007 genomineerd voor zowel de BAFTA Award voor beste bijrolspeelster (voor The Devil Wears Prada) als voor die voor grootste vrouwelijk talent. Blunt won daarnaast meer dan vijf andere prijzen, waaronder een Saturn Award voor haar bijrol in de sciencefictionfilm The Adjustment Bureau (2011).

## Privé
Blunt trouwde in 2010 met acteur John Krasinski. Ze kregen samen in 2014 hun eerste en in 2016 hun tweede dochter.